# Птолемей Мемфисский
Птолемей Мемфисский (убит в 130 году до н. э) — египетский царевич, сын царя Египта Птолемея VIII и его сестры-жены Клеопатры II. Был убит по приказу своего отца.

## Биография
Родился в 144 году до н. э в городе Мемфисе, в дни коронационных торжеств, устроенных в честь восшествия на трон его родителей царя Птолемея VIII и его супруги-сестры Клеопатры II. Новорождённый царевич получил имя Мемфит, в честь города в котором он родился. На рельефных изображениях того времени на стене храма Эдфу царевич изображён вместе с родителями с надписью «Птолемей, сын Птолемея» и назван как наследник трона.
Примерно между 133-131 годах в Александрии начались волнения и Птолемей VIII бежал на Кипр. Мемфит в то время находился в Кирене. Птолемей VIII пригласил к себе Мемфита и убил его, опасаясь, что жители Александрии провозгласят сына царём. Тело убитого царевича Птолемей VIII приказал рассечь на куски, сложить в ящик и отправить в Александрию свой жене Клеопатре II. Согласно историку Диодору Сицилийскому, Птолемей VIII принял меры, чтобы выставить этот сундук перед дворцом. 
Во дворце Клеопатра II устроила пир в честь своего дня рождения. Когда была получена новость об жестоком убийстве царевича, весь дворец наполнился рыданиями и вельможи стали думать о похоронах убитого .Останки царевича вельможи показали народу, «чтобы народ понял, чего он может ожидать от царя-сыноубийцы».